# Neurocráneo
El neurocráneo es la cubierta cartílaginosa u ósea que cubre el encéfalo y las meninges craneales (duramadre, aracnoides, piamadre) en los vertebrados. 
El neurocráneo humano está conformado por 2 segmentos: la calota o bóveda craneal; y la base del cráneo. 
En anatomía comparada, el neurocráneo a veces se utiliza como sinónimo de endocráneo o condrocráneo.

## Estructura
El neurocráneo se divide en dos porciones:
una de origen membranoso (o alostósico), que forma los huesos planos de la bóveda craneal
y otra de origen cartilaginoso (o autostósico),  el condrocráneo, que forma la base del cráneo.
En los seres humanos y en la mayoría de los primates, los huesos que conforman el neurocráneo  son ocho y son los siguientes:
- Hueso frontal
- Hueso etmoides
- Hueso occipital
- Hueso esfenoides
- Hueso temporal (2 huesos)
- Hueso parietal (2 huesos)

Los huesecillos del oído normalmente no se consideran como parte del neurocráneo. Aunque si se contaran entonces estaría formado por 14 huesos. También puede presentarse un número variable de huesos suturales. 

## Desarrollo
El neurocráneo se desarrolla a partir del mesodermo paraxial y de las crestas neurales.

## En otros vertebrados
En los elasmobranquios, el neurocráneo no osifica y no hay estructuras de origen membranoso, en cambio la bóveda craneal se desarrolla a partir de bandas de cartílagos dorsales denominadas tectums.
Los huesos del cráneo de los primates están formados por la fusión de huesos presentes en otros vertebrados de forma independiente. De ahí que los textos de anatomía comparada a veces se hable de los huesos de los primates y de muchos mamíferos como "complejos óseos":
- El complejo etmoidal (o hueso etmoides) está compuesto por los huesos mesetmoides y ectemoides de otros vertebrados. Estos huesos son de osificación endocondral y osifican a partir de las cápsulas nasales del condrocráneo.
- El complejo occipital (o hueso occipital) está compuesto por los huesos supraoccipital, exoccipitales (2 huesos, uno de cada lado) y basioccipital.  Estos huesos son de osificación endocondral y osifican a partir de los cartílagos occipitales del condrocráneo. A estos huesos se fusiona dorsalmente el hueso de osificación intramembranosa llamado interparietal, que es a su vez una fusión de los huesos postparietales presentes en reptiles y sinápsidos basales.

- El complejo esfenoidal (o hueso esfenoides) está compuesto por los orbitoesfenoides (2 huesos), aliesfenoides (2 huesos), preesfenoides, basiesfenoides y pterigoides (2 huesos). Estos huesos tienen diversos orígenes embriológicos, los 6 primeros son de osificación endocondral. Los orbitoesfenoides osifican a partir de los cartílagos orbitarios, los preesfenoides y los basiesfenoides a partir de cartílagos de la base del condrocráneo. El aliesfenoides es un hueso muy particular porque originalmente no pertenecía al neurocráneo, sino al esplacnocráneo, ya que osifica del proceso ascendente del cartílago palatocuadrado, cartílago que forma la quijada superior en elasmobranquios. En algunos reptiles, existe un par de huesos homólogos a los aliesfenoides llamados epipterigoides. Los últimos dos huesos, los pterigoides, son de osificación intramembranosa, y tienen su origen en los huesos posteriores del paladar, pertenecientes al dermatocráneo.
- El complejo temporal (o hueso temporal) está compuesto por el escamoso, los huesos del oído interno (en su número más constante son 3) y el hueso timpánico, propio de mamíferos.

Los complejos óseos se encuentran de manera variable en los distintos grupos de mamíferos, siendo en los primates su mayor desarrollo.

## Galería de imágenes

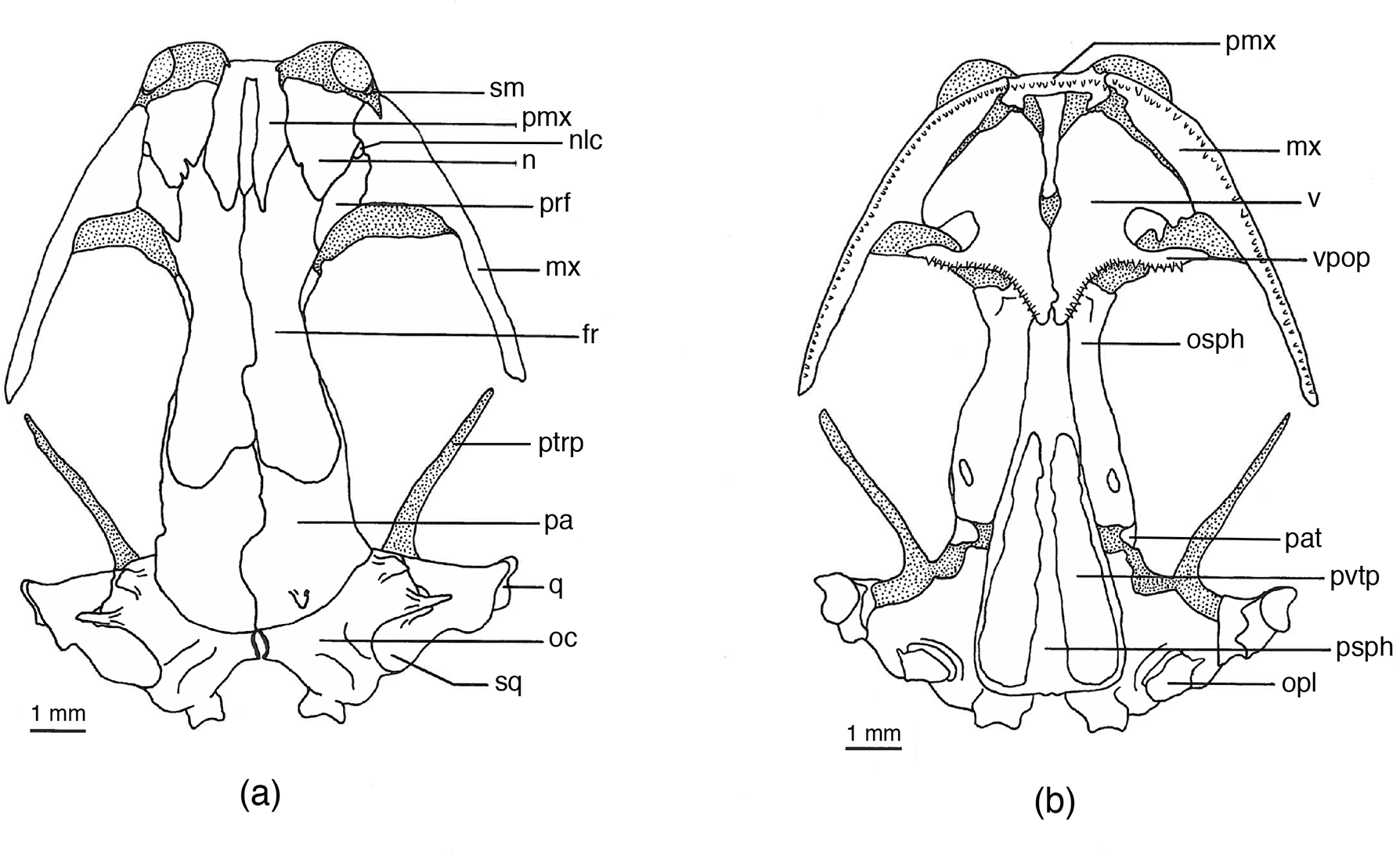
Cráneo de un anuro
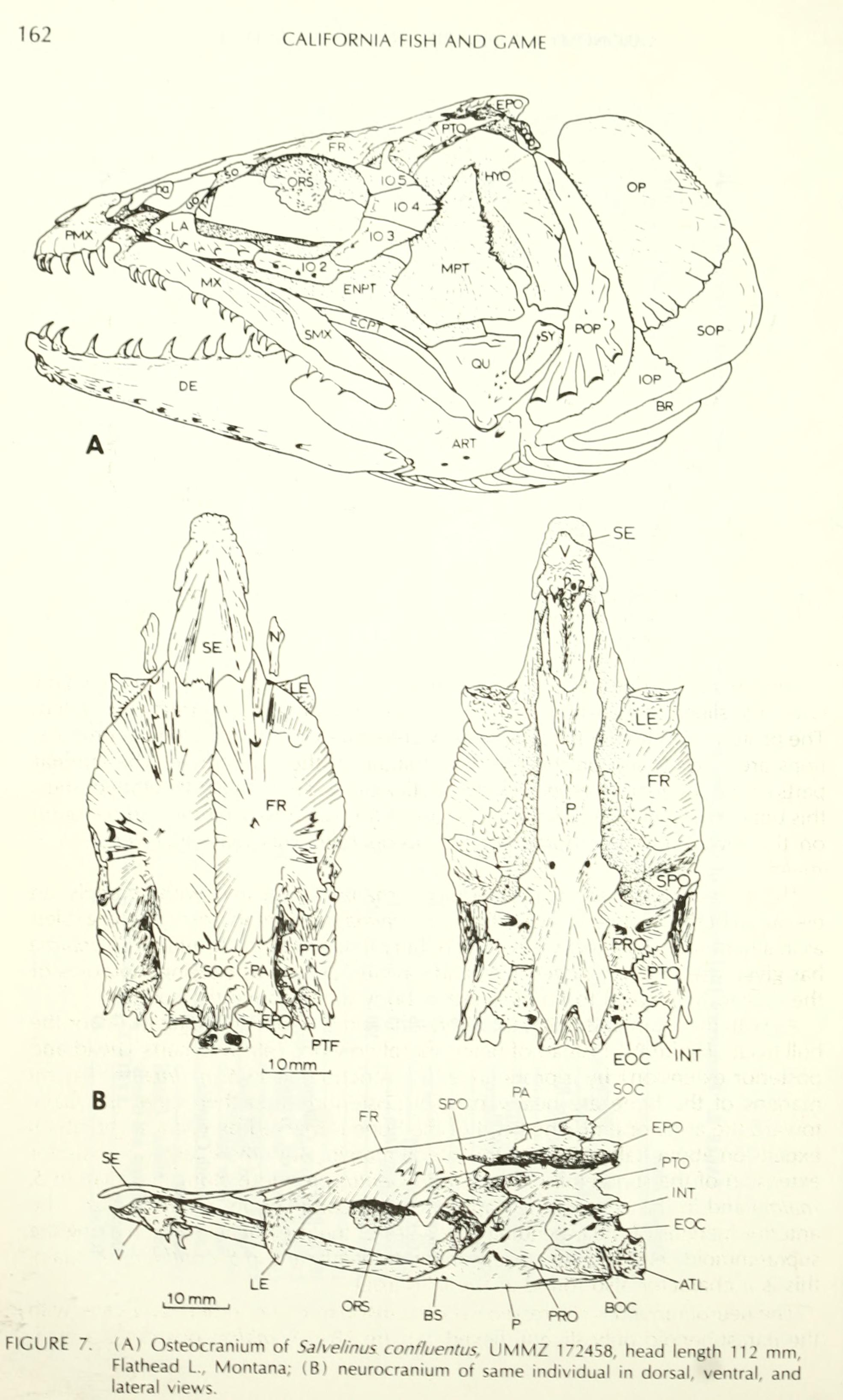
Cráneo de un pez óseo.
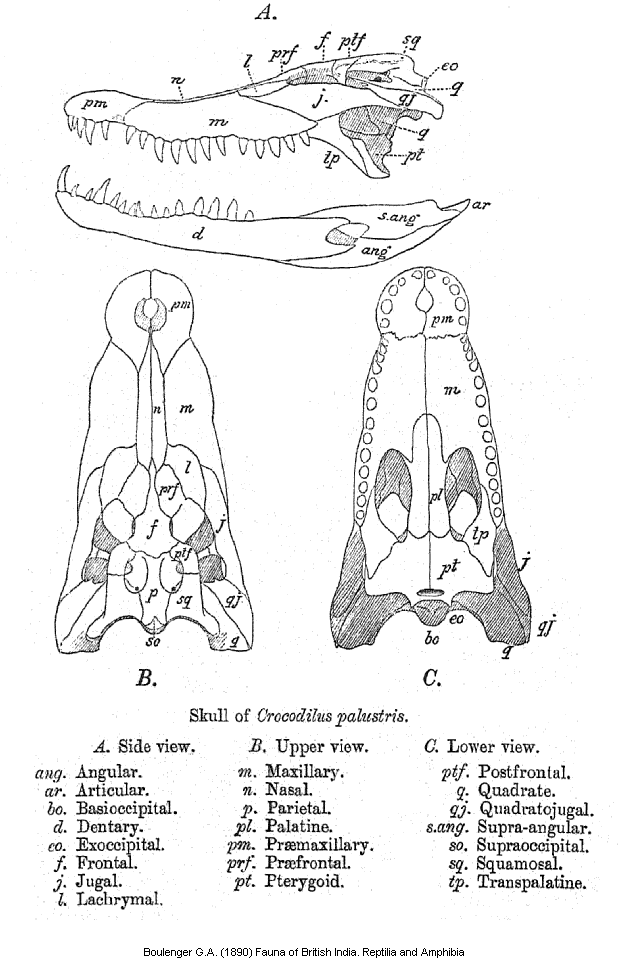
Cráneo de un cocodrilo